# Petříkov (ort i Tjeckien, Södra Böhmen)
Petříkov är en ort i Tjeckien.   Den ligger i regionen Södra Böhmen, i den södra delen av landet, 140 km söder om huvudstaden Prag. Petříkov ligger 464 meter över havet och antalet invånare är 274.
Terrängen runt Petříkov är platt. Runt Petříkov är det ganska glesbefolkat, med 48 invånare per kvadratkilometer. Närmaste större samhälle är Třeboň, 17,4 km norr om Petříkov. I omgivningarna runt Petříkov växer i huvudsak blandskog.